# Хон Гиль Дон (фильм)
«Хон Гиль Дон» (кор. 홍길동) — северокорейский приключенческий боевик с элементами боевых искусств, снятый в 1986 году в КНДР. Действие фильма разворачивается в Средние века в Корее и повествует о юноше Хон Гильдоне — защитнике простого народа. В основе сюжета фильма лежит средневековый корейский роман «Сказание о Хон Гильдоне», корейского автора Хо Гюна.

## Сюжет
Действие фильма проходит в XVII веке. У высокопоставленного корейского чиновника Хона рождается два сына. Матерью одного из них — Гильдона — является бедная наложница Чунсун. Её с Гильдоном буквально изводит официальная жена чиновника, ревнующая мужа. У Гильдона, на редкость умного мальчика, все это вызывает волну непонимания: почему брата нельзя называть братом, а отца — отцом? Второй сын чиновника, несмотря на воспитание, считает Гильдона своим настоящим братом, но не может повлиять на мать.
В это время возникают серьёзные социальные проблемы в провинции Пхеньян, где народ буквально изнурён непосильными требованиями своего правителя, а также нагло действуют разбойники. Император решает отправить туда советника Хона для решения проблемы. Официальная супруга побоялась ехать из Сеула в мятежную зону, а вот наложница, наоборот, решила последовать за любимым человеком, хотя ей предусмотрительно был снят отдельный домик. Коварная супруга Хона нанимает банду разбойников для расправы с соперницей. Гильдон с матерью подвергаются нападению, однако насилие останавливает появившийся старик — мудрый мастер Дао, умеющий ловить руками стрелы и обездвиживать противника. Мастер забирает Гильдона и его мать к себе и становится учителем мальчика, который желает стать мастером Дао и борцом за справедливость.
Выросшему Гильдону судьба вновь готовит встречу с давними обидчиками. В схватке с  разбойниками юноша случайно убивает предводителя шайки, а также спасает из их плена девушку Ёнхву, которая оказывается дочерью давнего соперника его отца — советника Лима. Молодые люди с первого взгляда влюбляются друг в друга. Брат убитого главаря Тхегдэ дает клятву отомстить молодому мастеру. 
Гильдон, завершив свое обучение, возвращается в семью, где отец и брат тепло его принимают. Он хочет жениться на Ёнхве, но советник Лим запрещает дочери неравный брак с простолюдином. Ёнхва восстает против воли отца, раз за разом отвергая предложенных им женихов, и Лим угрожает ей отлучением от семьи. Гильдон вновь отражает нападение Тхэгдэ, которого подкупила жена Хона, и потом уходит из дома, чтобы защищать простой народ от разбойников и жестоких чиновников. Тхэгдэ, в очередной раз встретившийся с Гильдоном в бою, неожиданно проникается благородством и справедливостью мастера, после чего становится его соратником. 
В Корею из-за моря прибывают так называемые "черные дьяволы" - японские бандиты-ниндзя, которые грабят и убивают мирных жителей, а также похищают молодых женщин. Среди похищенных девушек оказывается и Ёнхва. Тхэгдэ со своими людьми обнаруживает лагерь чужаков, но ниндзя устраивают бойню, из которой выходит живым лишь сам Тхэгдэ благодаря виртуозному владению мечом. Гильдон с братом и Тхэгдэ собирают армию простолюдинов, горой стоящих за свои семьи и свою страну. На ниндзя, уже готовых отплыть в Японию, обрушиваются огромные толпы воинов, буквально сметающие бандитов. Японские командиры пытаются сопротивляться, но Гильдон сражает их одного за другим. Вожак ниндзя, почти равный юноше по силе, тяжело ранит Гильдона, но все равно гибнет в поединке. Раненого мастера обнимает и поддерживает Ёнхва.
Брат Гильдона на коленях умоляет императора разрешить брак Гильдона и Ёнхвы, но получает отказ: это противоречит законам страны. Гильдон, Ёнхва и Чунсун со своми друзьями покидают Корею, надеясь начать за границей новую жизнь.

## В ролях
- Ли Ёнхо — Хон Гильдон

## В советском дубляже роли озвучивали
- Борис Дергун
- Артём Карапетян
- Владимир Прокофьев
- Нина Саруханова
- Дана Столярская
- Геннадий Фролов
- Людмила Хитяева

## Прокат
По итогам опроса читателей журнала «Советский экран», «Хон Гиль Дон» занял четвёртое место среди фильмов из соцстран, которые были показаны в СССР в 1989 году.